# Anastasija Davydovová
Anastasija Davydovová, rusky Анастасия Семёновна Давыдова (* 2. února 1983 Moskva, Sovětský svaz) je bývalá ruská synchronizovaná plavkyně. Je pětinásobnou olympijskou vítězkou.
Na olympijských hrách v Aténách v roce 2004 získala Davydovová dvě zlaté medaile, další dvě vítězství vybojovala na OH v Pekingu a pátou zlatou medaili získala na OH v Londýně.
Po skončení aktivní sportovní kariéry A. Davydovová založila v Moskvě Olympijské centrum synchronizovaného plavání Anastasie Davydovové. Zároveň byla jmenována generální sekretářkou Ruského olympijského výboru. Byla také členkou představenstva tamní Federace synchronizovaného plavání. Dne 27. září 2022, sedm měsíců po vpádu ruských vojsk na Ukrajinu a týden po vyhlášení mobilizace v Ruské federaci, obdrželi zaměstnanci moskevského Olympijského centra synchronizovaného plavání od Anastasije Davydovové dopis, jímž jim oznámila, že opustila Rusko a že se již nehodlá vrátit. 21. října 2022 pak bylo oznámeno, že Anastasia Davydová zaslala předsednictvu Federace synchronizovaného plavání prohlášení s žádostí o své stažení z jejího složení. Následně se též na dotaz vyjádřila, že se nezříká ruského občanství a že její odchod neznamená, že z Ruska odešla navždy.